# Dell Curry
Wardell "Dell" Stephen Curry Sr. (Harrisonburg, 25 de junho de 1964) é um ex-jogador norte-americano de basquete que atuava como ala-armador na NBA.
Ele se destacou jogando pelo Charlotte Hornets, onde ele é o segundo maior pontuador (9,839) e é o segundo em cestas de três pontos (929) na história da franquia.
Dell é pai de Seth Curry e Stephen Curry que jogam na NBA.

## Primeiros anos
Nascido em Harrisonburg, Virgínia, Curry foi criado em Grottoes e jogou basquete no ensino médio em Fort Defiance, onde usou o celeiro de seu treinador para praticar aremessos diariamente. 
Ele terminou como o maior cestinha de todos os tempos da escola e foi nomeado um All-American McDonald's em 1982. Curry também jogou beisebol e ganhou campeonatos estaduais em ambos os esportes; ele foi selecionado pelos Texas Rangers no Draft da MLB de 1982.

## Carreira universitária
Curry frequentou Virginia Tech por quatro anos, durante esse tempo, os Hokies jogaram no National Invitation Tournament (NIT) em 1983 e 1984, terminando em terceiro no último. Embora a equipe tenha se classificado para o Torneio da NCAA em 1985 e 1986, eles perderam na primeira rodada em ambas as ocasiões. Em sua última temporada em 1986, Curry foi eleito o jogador do ano na Conferência Metrô.
Antes da temporada de 1986-87, a NCAA não apresentava uma linha de três pontos e assim Curry não foi recompensado, como seria mais tarde em sua carreira na NBA (No início e meados dos anos 80, a linha de três pontos foi introduzida em muitas conferências mas não foi reconhecida pela NCAA).
Curry também jogou beisebol em Virginia Tech. Ele foi selecionado pelo Baltimore Orioles na 14ª rodada do Draft da MLB de 1985, mas optou por continuar jogando basquete.
Curry terminou sua carreira em Virginia Tech com 2.389 pontos (o segundo maior de todos os tempos) e 295 roubos de bola (líder de todos os tempos).

## Carreira na NBA
Curry foi selecionado pelo Utah Jazz com a 15ª escolha geral no Draft de 1986. Ele jogou uma temporada em Utah antes de ser negociado para o Cleveland Cavaliers em 1987, onde passou a temporada de 1987-88. 
Ele foi selecionado pelo Charlotte Hornets no Draft de Expansão da temporada de 1988-89 depois que foi disponibilizado pelos Cavaliers. Curry passou 10 temporadas em Charlotte, na maior parte sendo reserva. Ele era um candidato regular para o Prêmio de Sexto Homem do Ano mas só ganhou o prêmio na temporada de 1993-94. Ele atualmente está entre os líderes estatísticos de todos os tempos da franquia em pontos, jogos disputados e cestas de três pontos feitos e tentados.
Curry jogou uma temporada no Milwaukee Bucks antes de jogar suas últimas três temporadas na NBA no Toronto Raptors. Ele possui médias de carreira de 11,7 pontos, 2,4 rebotes e 1,8 assistências. Curry se aposentou como o cestinha de todos os tempos na história dos Hornets com 9.839 pontos.

## Pós-carreira
Em 2004, Curry foi introduzido no Virginia Sports Hall of Fame.
Em 18 de junho de 2007, Curry foi nomeado treinador adjunto do Charlotte Bobcats, da NBA, mas ele deixou o cargo antes de começar a temporada para poder assistir aos jogos de basquete de seus filhos. Em 2009, Ele começou a trabalhar como comentarista ao lado do locutor, Steve Martin, nos jogos do Charlotte Bobcats (agora Charlotte Hornets).

## Vida pessoal
Curry mora em Charlotte, Carolina do Norte.
Ele se casou com sua namorada de faculdade, Sonya, eles se conheceram na Virginia Tech e tiveram três filhos. Seus filhos, Stephen e Seth, jogam na NBA, enquanto sua filha Sydel jogou vôlei na Elon University e é casada com o também jogador da NBA, Damion Lee. Curry tem quatro netos: Riley, Ryan, Carter e Canon Curry.
Em 1998, Curry criou uma fundação de caridade, a Dell Curry Foundation, que é um programa orientado para jovens em Charlotte, Carolina do Norte. A fundação administra cinco centros de aprendizado em Charlotte oferecendo treinamento educacional e aconselhamento sobre abuso de drogas.
Em 23 de agosto de 2021, Dell e sua esposa, Sonya, anunciaram que estavam se divorciando após 33 anos de casamento.

## Estatísticas
|  | Líder da liga |

### Temporada Regular
| Ano       | Equipe    | PJ    | PT | MPJ  | AP   | 3P   | LL   | RT  | AS  | BR  | TO | PPJ  |
| --------- | --------- | ----- | -- | ---- | ---- | ---- | ---- | --- | --- | --- | -- | ---- |
| 1986-87   | Utah      | 67    | 0  | 9.5  | .426 | .283 | .789 | 1.2 | .9  | .4  | .1 | 4.9  |
| 1987-88   | Cleveland | 79    | 8  | 19.0 | .458 | .346 | .782 | 2.1 | 1.9 | 1.2 | .3 | 10.0 |
| 1988-89   | Charlotte | 48    | 0  | 16.9 | .491 | .345 | .870 | 2.2 | 1.0 | .9  | .1 | 11.9 |
| 1989-90   | Charlotte | 67    | 13 | 27.8 | .466 | .354 | .923 | 2.5 | 2.4 | 1.5 | .4 | 16.0 |
| 1990-91   | Charlotte | 76    | 14 | 19.9 | .471 | .372 | .842 | 2.6 | 2.2 | 1.0 | .3 | 10.6 |
| 1991-92   | Charlotte | 77    | 0  | 26.2 | .486 | .404 | .836 | 3.4 | 2.3 | 1.2 | .3 | 15.7 |
| 1992-93   | Charlotte | 80    | 0  | 26.2 | .452 | .401 | .866 | 3.6 | 2.3 | 1.1 | .3 | 15.3 |
| 1993-94   | Charlotte | 82    | 0  | 26.5 | .455 | .402 | .873 | 3.2 | 2.7 | 1.2 | .3 | 16.3 |
| 1994-95   | Charlotte | 69    | 0  | 24.9 | .441 | .427 | .856 | 3.4 | 1.6 | .8  | .3 | 13.6 |
| 1995-96   | Charlotte | 82    | 29 | 28.9 | .453 | .404 | .854 | 3.2 | 2.1 | 1.3 | .3 | 14.5 |
| 1996-97   | Charlotte | 68    | 20 | 30.6 | .459 | .426 | .803 | 3.1 | 1.7 | .9  | .2 | 14.8 |
| 1997-98   | Charlotte | 52    | 1  | 18.7 | .447 | .421 | .788 | 1.9 | 1.3 | .6  | .1 | 9.4  |
| 1998-99   | Milwaukee | 42    | 0  | 20.6 | .485 | .476 | .824 | 2.0 | 1.1 | .9  | .1 | 10.1 |
| 1999-00   | Toronto   | 67    | 9  | 16.3 | .427 | .393 | .750 | 1.5 | 1.3 | .5  | .1 | 7.6  |
| 2000-01   | Toronto   | 71    | 1  | 13.5 | .424 | .428 | .843 | 1.2 | 1.1 | .4  | .1 | 6.0  |
| 2001-02   | Toronto   | 56    | 4  | 15.8 | .406 | .344 | .892 | 1.4 | 1.1 | .4  | .1 | 6.4  |
| 1986–2002 | Carreira  | 1.083 | 99 | 21.7 | .457 | .402 | .843 | 2.4 | 1.8 | .9  | .2 | 11.7 |

### Playoffs
| Ano      | Equipe    | PJ | PT | MPJ  | AP   | 3P   | LL    | RT  | AS  | BR  | TO | PPJ  |
| -------- | --------- | -- | -- | ---- | ---- | ---- | ----- | --- | --- | --- | -- | ---- |
| 1987     | Utah      | 2  | 0  | 2.0  | .000 | .000 |       | .0  | .0  | .0  | .0 | 0.0  |
| 1988     | Cleveland | 2  | 0  | 8.5  | .250 | .000 |       | .5  | 1.0 | .0  | .5 | 1.0  |
| 1993     | Charlotte | 9  | 0  | 24.7 | .433 | .286 | .818  | 3.6 | 2.0 | 1.4 | .0 | 11.0 |
| 1995     | Charlotte | 4  | 0  | 26.8 | .471 | .429 | .909  | 2.3 | 1.5 | .0  | .0 | 12.8 |
| 1997     | Charlotte | 3  | 1  | 16.7 | .294 | .250 | 1.000 | .3  | 1.7 | 1.3 | .0 | 4.7  |
| 1998     | Charlotte | 9  | 0  | 19.0 | .593 | .250 | .857  | 2.1 | 1.1 | .8  | .3 | 5.8  |
| 1999     | Milwaukee | 3  | 0  | 16.3 | .404 | .125 | 1.000 | 1.3 | .3  | 1.0 | .0 | 3.0  |
| 2000     | Toronto   | 3  | 0  | 10.0 | .133 | .667 | .500  | .7  | .3  | .7  | .0 | 2.3  |
| 2001     | Toronto   | 12 | 0  | 15.2 | .500 | .378 | .833  | 1.2 | .8  | .5  | .1 | 6.5  |
| 2002     | Toronto   | 4  | 0  | 14.8 | .422 | .800 | 1.000 | 1.3 | 1.0 | 1.3 | .5 | 7.0  |
| Carreira | Carreira  | 51 | 1  | 17.5 | .400 | .350 | .870  | 1.7 | 1.1 | .8  | .1 | 6.7  |

Fonte:

## Prêmios e homenagens
- NBA Sixth Man of The Year (1994)
- Segunda-Equipe All-American (1986)
- Jogador do Ano da Metro Conference (1986)
- 3× Primeira-Equipe All-Metro Conference (1984–1986)
- No. 30 aposentado pela Virginia Tech
- Mr. Basketball de Virginia (1982)